# Třída Guépard
Třída Guépard byla třída „supertorpédoborců“ francouzského námořnictva z období druhé světové války. Celkem bylo postaveno šest jednotek této třídy. Ve službě byly od roku 1929. Všechny byly za války zničeny.

## Stavba
Torpédoborce Guépard, Bison a Lion byly objednány v rámci programu pro rok 1925 a zbývající tři sesterské lodě v rámci programu pro rok 1926. Oproti předcházející třídě nesly silnější výzbroj, měly výkonnější pohonný systém a dosahovaly vyšší rychlosti. Celkem bylo postaveno šest jednotek této třídy. Do služby byly přijaty v letech 1929–1931. Dvě jednotky postavily loděnice Arsenal de Lorient v Lorientu a Ateliers et Chantiers de France v Dunkerku. Po jednom torpédoborci postavily loděnice Chantiers et Ateliers de Saint-Nazaire - Penhoët a Ateliers et Chantiers de la Loire v Saint-Nazaire.
Jednotky třídy Guépard:
| Jméno   | Loděnice                          | Založení kýlu | Spuštěna         | Vstup do služby | Osud |
| ------- | --------------------------------- | ------------- | ---------------- | --------------- | --- |
| Guépard | Arsenal de Lorient                | 1927          | 19. dubna 1928   | srpen 1929      | V letech 1940–1942 podřízen vládě ve Vichy. Dne 27. listopadu 1942 v Toulonu potopen vlastní posádkou. Roku 1943 vyzvednut, neopraven a 11. března 1944 potopen spojeneckým letectvem.                                                                     |
| Bison   | Arsenal de Lorient                | 1927          | 29. října 1928   | říjen 1930      | Dne 3. května 1940 u norského pobřeží potopen německými letadly. |
| Lion    | Ateliers et Chantiers de France   | 1927          | 5. srpna 1929    | únor 1931       | V letech 1940–1942 podřízen vládě ve Vichy. Dne 27. listopadu 1942 v Toulonu potopen vlastní posádkou. Roku 1943 vyzvednut Italy a po opravě zařazen jako FR21. Dne 9. září 1943 po italské kapitulaci potopen v La Spezia, aby nepadl do německých rukou. |
| Valmy   | Penhoët                           | 1927          | 19. května 1928  | leden 1930      | V letech 1940–1942 podřízen vládě ve Vichy. Dne 27. listopadu 1942 v Toulonu potopen vlastní posádkou. Roku 1943 vyzvednut Italy a přejmenován na FR24, ale neopraven. V září 1943 ukořistěn Němci. V dubnu 1945 potopen v Janově.                         |
| Verdun  | Ateliers et Chantiers de la Loire | 1927          | 4. července 1928 | duben 1930      | V letech 1940–1942 podřízen vládě ve Vichy. Dne 27. listopadu 1942 v Toulonu potopen vlastní posádkou. Roku 1943 vyzvednut. |
| Vauban  | Ateliers et Chantiers de France   | 1929          | 1. února 1930    | únor 1931       | V letech 1940–1942 podřízen vládě ve Vichy. Dne 27. listopadu 1942 v Toulonu potopen vlastní posádkou. Neopraven. |

## Konstrukce

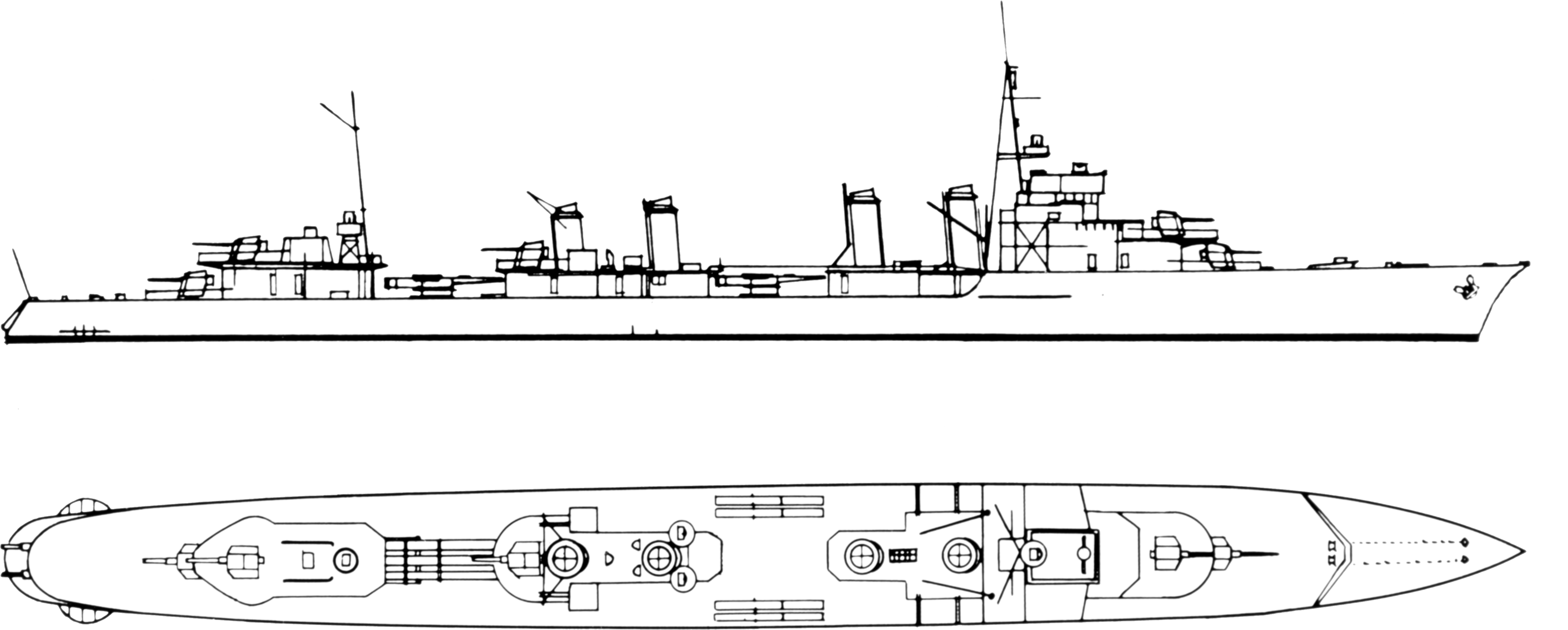
Základní uspořádání třídy

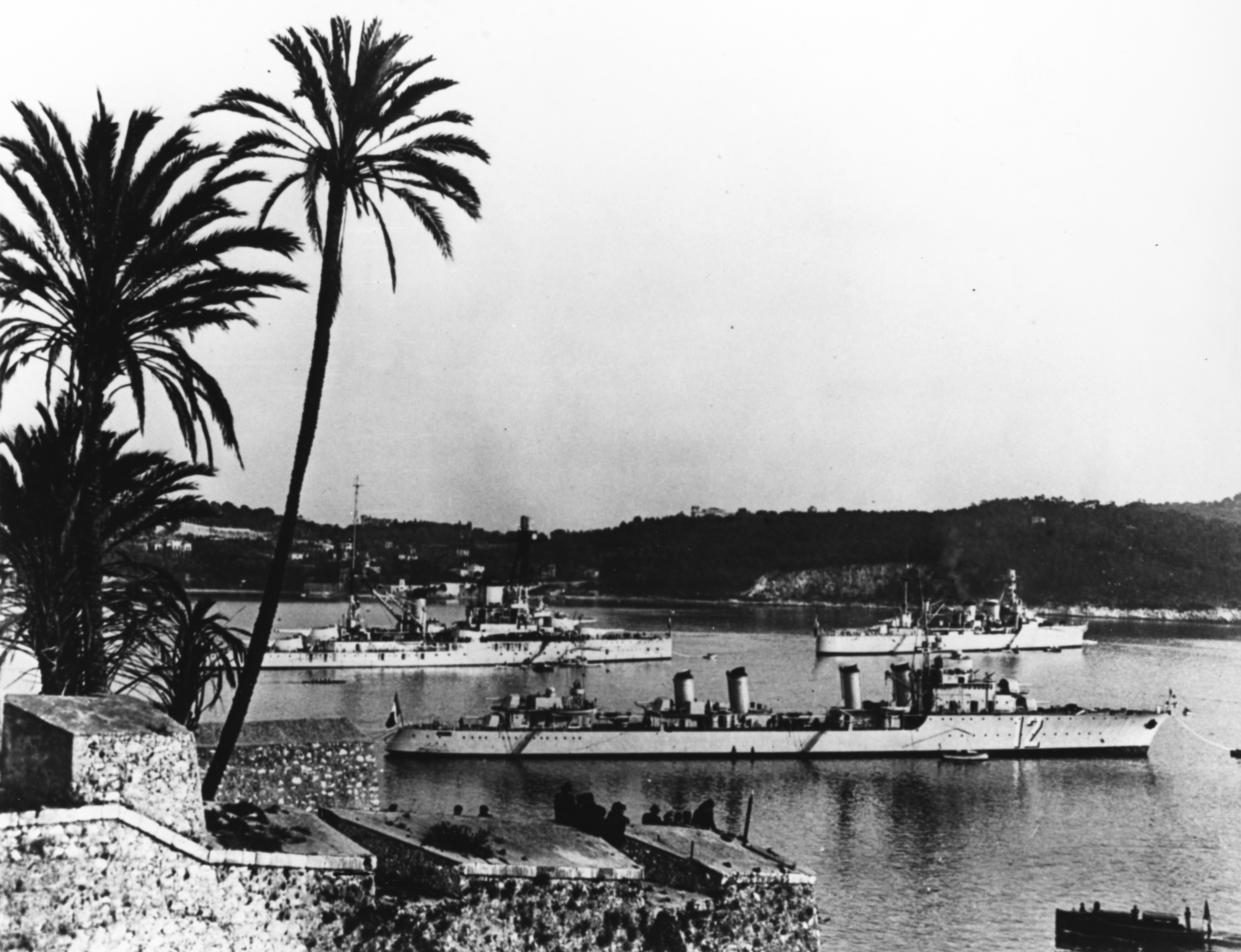
Vauban

Výzbroj tvořilo pět 138,6mm kanónů umístěných v jednodělových věžích. Doplňovaly je čtyři protiletadlové 37mm kanóny (lafetované po dvou), čtyři 13,2mm kulomety a šest 550mm torpédometů. K ničení ponorek sloužily čtyři vrhače hlubinných pum Thornycroft a dva spouštěče hlubinných pum. Pohonný systém tvořily čtyři kotle (Yarrow nebo Penhoët) a dvě turbínová soustrojí Parsons (Lion a Vauban měly turbíny Zoelly) o výkonu 64 000 shp, pohánějící dva lodní šrouby. Plavidla měla čtyři komíny. Nejvyšší rychlost dosahovala 35,5 uzlu. Dosah byl 3450 námořních mil při rychlosti 14,5 uzlu.

### Modifikace
V roce 1940 protiletadlovou výzbroj posílilo několik 25mm kanónů a 8mm kulometů.